# Богота (река)
Богота́ (исп. Río Bogotá) — река на северо-западе Южной Америки, протекает по территории департамента Кундинамарка в западной части Колумбии, а также через столичный регион. Длина реки составляет 380 км. Бассейн охватывает территорию в 5891,43 км²
Берёт начало в горах севернее столицы страны, в муниципалитете Вильяпинзон, на высоте 3300 метров над уровнем моря. Впадает в реку Магдалена в муниципалитете Хирардот. Высота устья — 280 метров над уровнем моря. Расход воды в приустьевой части составляет 34,34 м³/с в сухие периоды года и 52,44 м³/с — во влажные.

## Притоки
Основными притоками являются реки Сисга, Неуса, Тибиток, Техар, Рио-Негро, Теусака, Рио-Фрио, Чику, Салитре, Фуча, Тунхуэлито, Сиеча, Бальсильяс, Каландайма и Апуло.

## Геоморфологические характеристики долины
В верховьях (выше холмов Серрос-де-Бокерон) долина реки сложена песчаными и глинистыми отложениями мелового и третичного периодов, в нижней части — конгломератами осадочных пород.
На территории бассейна осуществляется добыча глины, песка, известняка, кварца, угля и соли.

## Климат
Температура в бассейне Боготы меняется в пределах от 6 °C до 30 °C, большей частью держась в границах 9—15 °C. Количество осадков — от 400 до 2200 миллиметров в год.

## Флора и фауна
Площадь лесов в долине Боготы составляет 1623,63 км².

## Использование человеком
Население прилегающих к реке областей в 2006 году составляло 1297752 человека. Крупнейшими городами на реке являются Богота, Хирардот и Сипакира. Построены водохранилища Сисга, Томине, Мунья.
Развито сельское хозяйство; наиболее распространёнными сельскохозяйственными породами являются кофе и картофель.
Река чистая в верховьях и сильно загрязнена бытовыми и промышленными стоками в среднем и нижнем течении.